# Tournedos-sur-Seine
Tournedos-sur-Seine là một xã thuộc tỉnh Eure trong vùng Normandie miền bắc nước Pháp.